# Fàscia profunda
Una fàscia profunda (o fàscia de revestiment) és una fàscia, una capa de teixit connectiu dens que pot envoltar músculs individuals o grups de músculs per separar-los en compartiments fascials.
Aquest teixit connectiu fibrós s'interpenetra i envolta els músculs, els ossos, els nervis i els vasos sanguinis del cos. Proporciona connexió i comunicació en forma d'aponeurosis, lligaments, tendons, retinacles, càpsules articulars i septes. Les fàscies profundes embolcallen tot l'os (periosti); cartílag (pericondri) i vasos sanguinis (túnica externa) i s'especialitzen en músculs (epimisi) i nervis (epineuri). L'alta densitat de fibres de col·lagen confereix a la fàscia profunda la seva força i integritat. La quantitat de fibra d'elastina determina quanta extensibilitat i resiliència tindrà.